# Saint-Ouen-du-Mesnil-Oger
Saint-Ouen-du-Mesnil-Oger är en kommun i departementet Calvados i regionen Normandie i norra Frankrike. Kommunen ligger i kantonen Troarn som ligger i arrondissementet Caen. År 2022 hade Saint-Ouen-du-Mesnil-Oger 227 invånare.

## Befolkningsutveckling
Antalet invånare i kommunen Saint-Ouen-du-Mesnil-Oger
Referens:INSEE